# Jászberény Wolverines 2023
Questa voce raccoglie le informazioni riguardanti gli Jászberény Wolverines nelle competizioni ufficiali della stagione 2023.

## Divízió I 2023

### Stagione regolare
| Budapest 8 aprile 2023, ore 15:00 2ª giornata | Budapest Cowbells 2 | 10 – 24 | Jászberény Wolverines | Tichy Lajos Sportcentrum |

| Nyúl 29 aprile 2023, ore 14:00 5ª giornata | Győr Sharks | 20 – 0 | Jászberény Wolverines | Nyúli Sportpálya |

| Dabas 13 maggio 2023, ore 15:00 7ª giornata | Dabas Sparks | 35 – 0 | Jászberény Wolverines | Obo Aréna |

| Alattyán 28 maggio 2023, ore 15:00 9ª giornata | Jászberény Wolverines | 32 – 34 | Levelek Spartans | Alattyáni Sportpálya |

| Alattyán 11 giugno 2023, ore 15:00 11ª giornata | Jászberény Wolverines | 12 – 20 | DEAC Gladiators | Alattyáni Sportpálya |

## Statistiche di squadra
| Competizione      | %Vittorie | In casa | In casa | In casa | In casa | In casa | In casa | In trasferta | In trasferta | In trasferta | In trasferta | In trasferta | In trasferta | Totale | Totale | Totale | Totale | Totale | Totale |
| Competizione      | %Vittorie | G       | V       | N       | P       | Pf      | Ps      | G            | V            | N            | P            | Pf           | Ps           | G      | V      | N      | P      | Pf     | Ps     |
| ----------------- | --------- | ------- | ------- | ------- | ------- | ------- | ------- | ------------ | ------------ | ------------ | ------------ | ------------ | ------------ | ------ | ------ | ------ | ------ | ------ | ------ |
| Stagione regolare | .200      | 2       | 0       | 0       | 2       | 44      | 54      | 3            | 1            | 0            | 2            | 24           | 65           | 5      | 1      | 0      | 4      | 68     | 119    |
| Totale            | .200      | 2       | 0       | 0       | 2       | 44      | 54      | 3            | 1            | 0            | 2            | 24           | 65           | 5      | 1      | 0      | 4      | 68     | 119    |